# はくほう会加古川病院

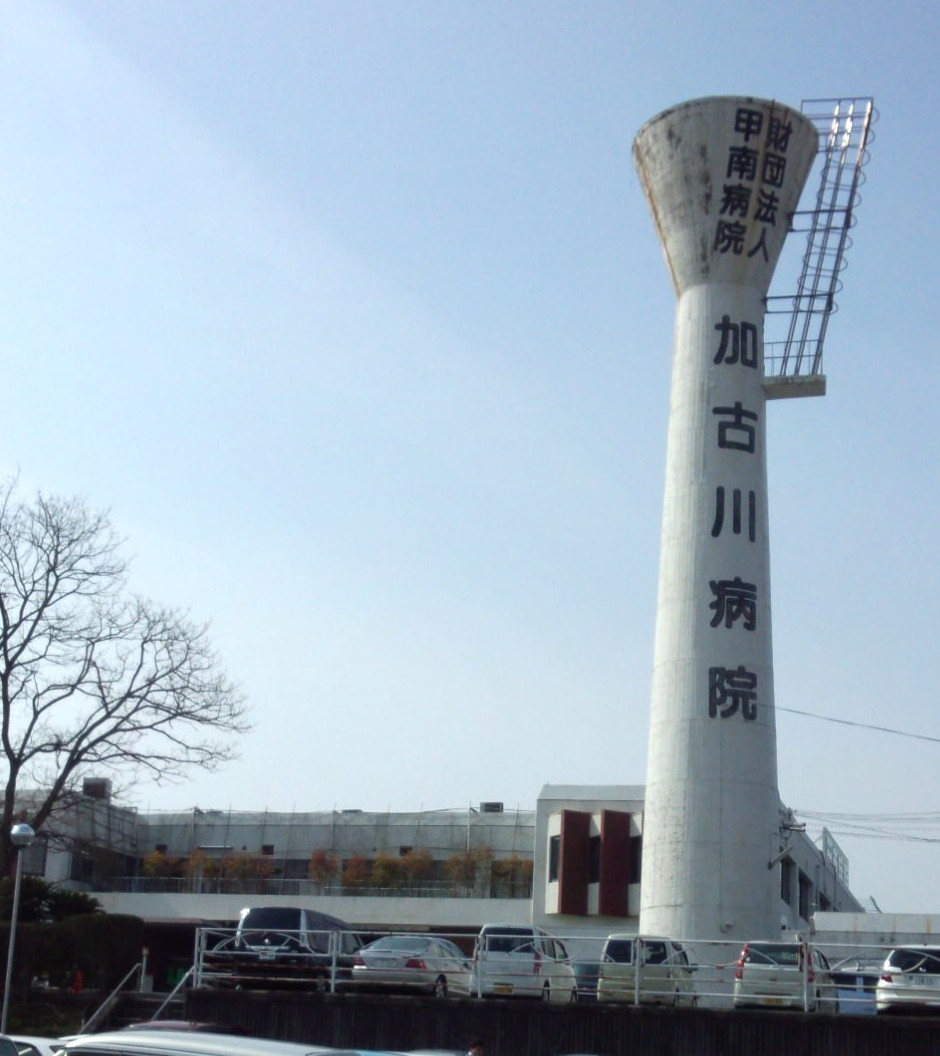
甲南加古川病院

はくほう会加古川病院（こうなんかこがわびょういん）は、兵庫県加古川市神野町にある病院である。

## 沿革
1941年8月に、加古川第二陸軍病院として創設された。1945年12月に厚生省に移管し、国立神野病院となり、1950年4月、国立療養所加古川病院となった。1976年3月から1980年3月にかけて体質改善特別工事を行い、1980年4月、国立加古川病院に移管した。2000年12月1日に、財団法人甲南病院に移管された。2024年4月、医療法人伯鳳会へ事業譲渡されはくほう会加古川病院に改称。

### 年表
- 1941年（昭和16年）8月 - 加古川第二陸軍病院として創設
- 1945年（昭和20年）12月 - 厚生省に移管し、国立神野病院に改称
- 1950年（昭和25年）4月 - 国立療養所加古川病院に改称
- 1980年（昭和55年）4月 - 国立加古川病院に移管
- 2000年（平成14年）12月1日 - 財団法人甲南病院に移管され、財団法人甲南病院加古川病院に改称
- 2011年（平成23年） - 電子カルテ導入
- 2012年（平成24年） - 財団法人甲南病院が一般財団法人甲南会に改称し名称変更
- 2020年（令和2年） - 一般財団法人甲南会が公益財団法人甲南会に改称し名称変更
- 2024年（令和6年）4月 - 医療法人伯鳳会へ事業譲渡、はくほう会加古川病院に改称

## 診療科
- 内科
- 外科
- リハビリテーション科
- リウマチ科
- 整形外科
- 皮膚科
- 放射線科
- 麻酔科
- 人工関節センター

## 学会認定
- 整形外科学会認定専門医研修施設
- 消化器病学会認定専門医制度関連施設
- リウマチ学会認定教育施設
- 消化器外科学会専門医修練関連施設

## 施設概要
土地
面積 - 54,960m2
建物
延べ床面積 - 14,688.80m2

## アクセス
- JR加古川線神野駅 徒歩30分
- JR神戸線加古川駅下車、神姫バスはくほう会加古川病院行きに乗車して約40分（終点）